# انجمن نیکوکاری امید کمال
انجمن نیکوکاری امید کمال نام مؤسسه‌ای خیریه‌ایست که در سال ۱۳۸۳ با هدف اصلی حمایت از دانش آموزانی که علی‌رغم داشتن علاقه و استعداد تحصیلی، به دلیل محرومیت از امکانات آموزشی و عدم دسترسی به مدرسه در روستاهای محروم محل سکونت خود، از ادامهٔ تحصیل بازمی‌مانند، در کرمان آغاز به کار کرد. این مؤسسه به دانش اموزان تحت پوشش خود از دوره دبیرستان و تا پایان تحصیلات دانشگاهی و رسیدن به نقطه خوداتکایی کمک می‌کند. هسته اصلی انجمن نیکوکاری در کرمان واقع شده‌است.
این مؤسسه با جلب مشارکت‌های مردمی اعم از کالا، خدمات، نقدی و دانش فنی اداره می‌شود.

## تاریخچه
انجمن نیکوکاری امید کمال فعالیت خود را از سال ۱۳۸۳ به یاد سید کمال بازرگان و به همت مهدی بازرگان، آغاز کرده‌است. این انجمن از سال ۱۳۸۳ با تحت پوشش قرار دادن خوابگاه‌های مردمی الزهراء و مهدیه در شهرستان جیرفت، تأسیس خوابگاه دانش آموزی در مرکز استان (ویژهٔ دانش آموزان ممتاز) فعالیت خود را آغاز نموده و در سال ۱۳۸۶پس از طی مراحل قانونی تحت شمارهٔ ۷۷۸ به ثبت رسیده‌است.

## فعالیت‌های امید کمال
موضوع فعالیت انجمن نیکوکاری امید کمال، حمایت از دانش آموزانی است که علی‌رغم داشتن علاقه و استعداد تحصیلی، به دلیل محرومیت از امکانات آموزشی و عدم دسترسی به مدرسه در روستاهای محروم محل سکونت خود، از ادامهٔ تحصیل بازمی‌مانند. هدف انجمن، توانمندسازی و رسانیدن دانش آموزان تحت پوشش به نقطهٔ خوداتکایی می‌باشد. و برای رسیدن به این هدف، تقویت علمی، سلامت جسمی و پرورش شخصیت دانش آموزان در سرلوحهٔ کار قرار گرفته‌است. تلاش انجمن امید کمال بر این است که با تأمین امکانات رفاهی مناسب، شامل اسکان در خوابگاه، خوراک، پوشاک، ارائهٔ خدمات درمانی و مشاوره‌ای و رفع دیگر نیازهای دانش آموزان؛ دغدغه‌های ذهنی آنان را به حداقل رسانیده و فضایی آرام و دلپذیری برای کسب دانش و معرفت برای ایشان فراهم نماید.
انجمن امید کمال تا کنون بیش از ۱۰۰ دانش آموز مستعد نیازمند را تحت حمایت خود قرار داده‌است.

### خدمات آموزشی
ثبت نام دانش آموزان در مدارس ویژ و نمونهٔ شهرستان کرمان که از کیفیت بالای آموزشی و بازده بیشتری برخوردارند.
برگزاری کلاسهای تقویتی با استفاده از اساتید و دبیران و دبیران مجرب و کار آزموده در محل خوابگاه در دروس مورد نیاز.
تهیهٔ لوازم التحریر، کتب و لوح‌های فشردهٔ آموزشی و کمک آموزشی.
شرکت دانش آموزان در آزمونهای آزمایشی موسسات معتبر به منظور ارزیابی میزان پیشرفت تحصیلی آنان و آشنایی با فنون تست زنی.
ثبت نام دانش آموزان در کلاسهای آموزش زبان انگلیسی.
شرکت در دوره‌های آموزشی کامپیوتر و آموزشگاه‌های معتبر تحت حمایت فنی و حرفه‌ای.
پیگیری مداوم و مستمر وضعیت درسی دانش آموزان از طریق مراجعه مسئولان خوابگاه به مدارس، بررسی نمرات و ترازهای آزمون.
برگزاری کلاس‌های آموزش قرآن و احکام و نماز جماعت در محل خوابگاه.

### خدمات خوابگاهی
انجمن نیکوکاری امید کمال در حال حاضر دو خوابگاه در شهرهای کرمان و جیرفت دایر نموده و امکانات خوابگاهی مناسبی به صورت کاملاً رایگان در اختیار دانش آموان واجد شرایط می‌دهد.

## ساختمان جدید خوابگاه انجمن نیکوکاری
قطعه زمینی به مساحت ۳۰۰۰ متر مربع توسط مهدی بازرگان جهت احداث ساختمان خوابگاه انجمن واقع در شهرک الغدیر کرمان خریداری گردیده‌است.